# اکتین (آلکین)
اکتین می‌تواند به یکی از ترکیبات شیمیایی زیر اشاره داشته باشد:
- ۱-اکتین
- ۲-اکتین
- ۳-اکتین
- ۴-اکتین